# Makvilsocsitl
Makvilsocsitl (spanyolos írásmóddal Macuilxóchitl, jelentése öt virág), más néven Socsipilli (a virágok ura), a tavaszi növényvilág, a szerelem, a virágok, a vidámság és a labdajátékok istene az azték mitológiában. Tlazolteotl fiának tartják, akit virágok és lepkék között üldögélő ifjú férfinak ábrázoltak, kezében jogarral, melynek feje szívet formáz. Művészek, dalnokok, takácsok, muzsikusok és játékosok tisztelték benne pártfogójukat.